# Zellwiller
Zellwiller est une commune française située dans la circonscription administrative du Bas-Rhin et, depuis le 1er janvier 2021, dans le territoire de la Collectivité européenne d'Alsace, en région Grand Est.
Cette commune se trouve dans la région historique et culturelle d'Alsace.

## Géographie

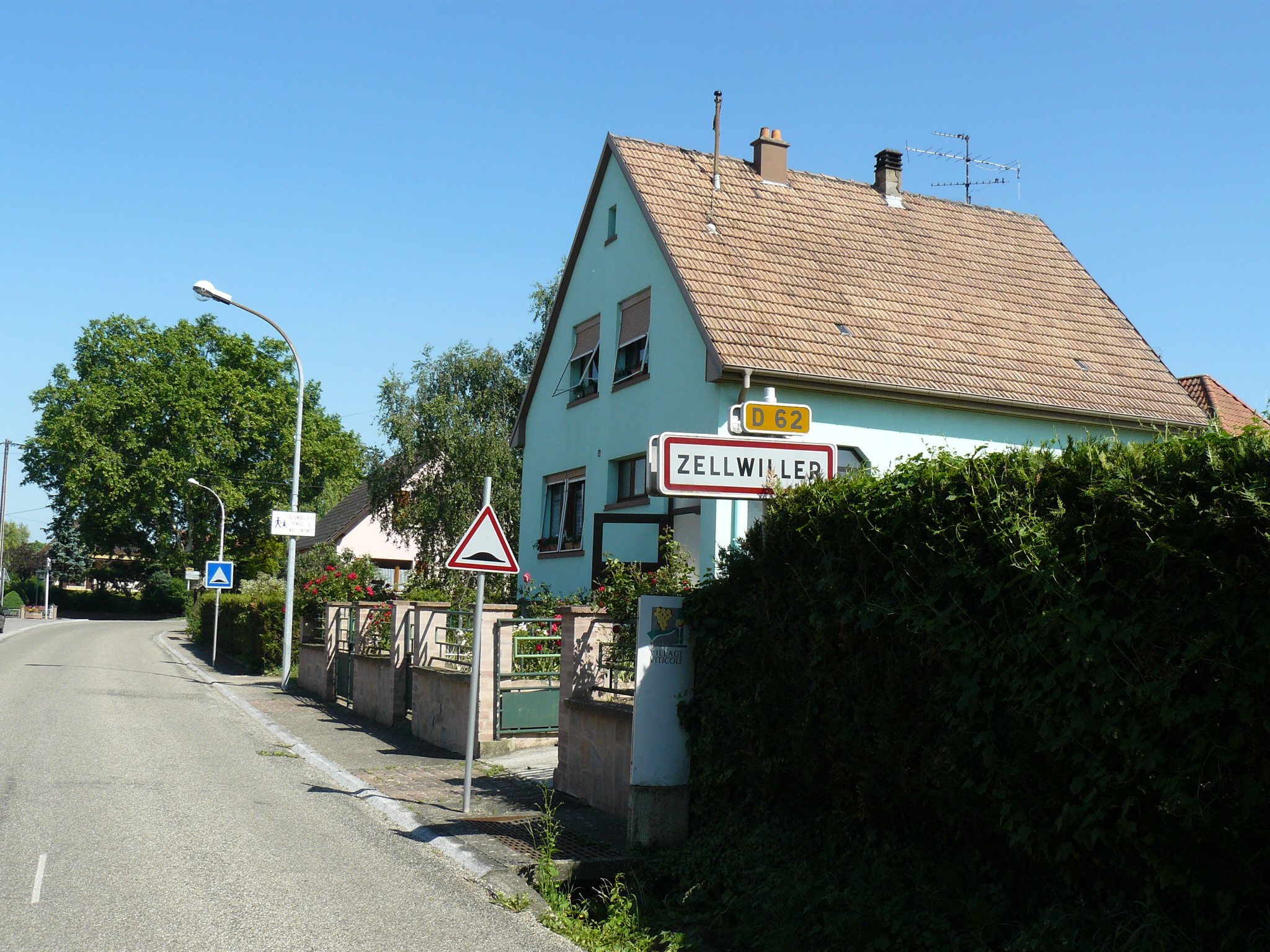
Entrée du village par la départementale D 62.

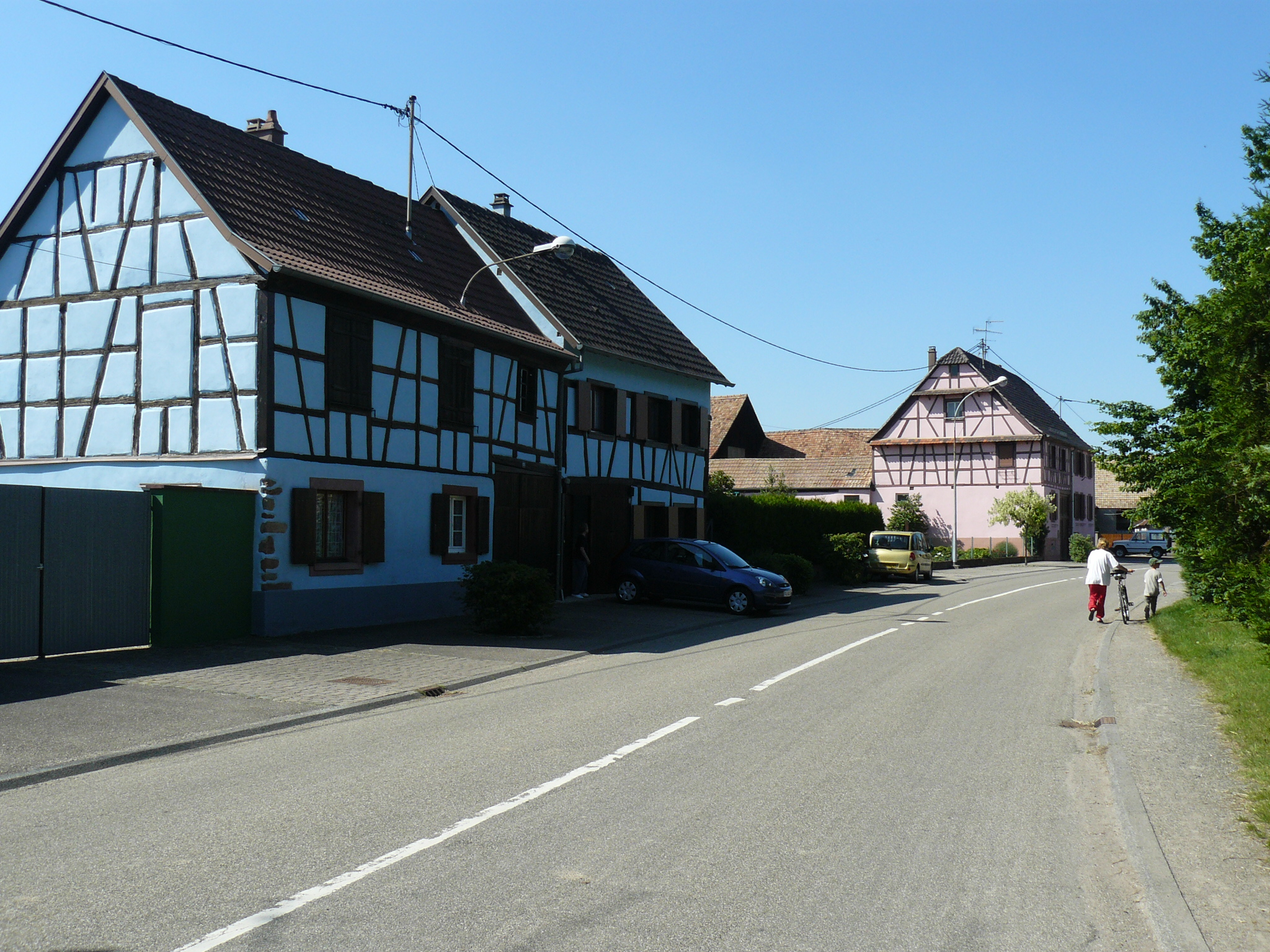
Les maisons à colombages dans la rue Principale.

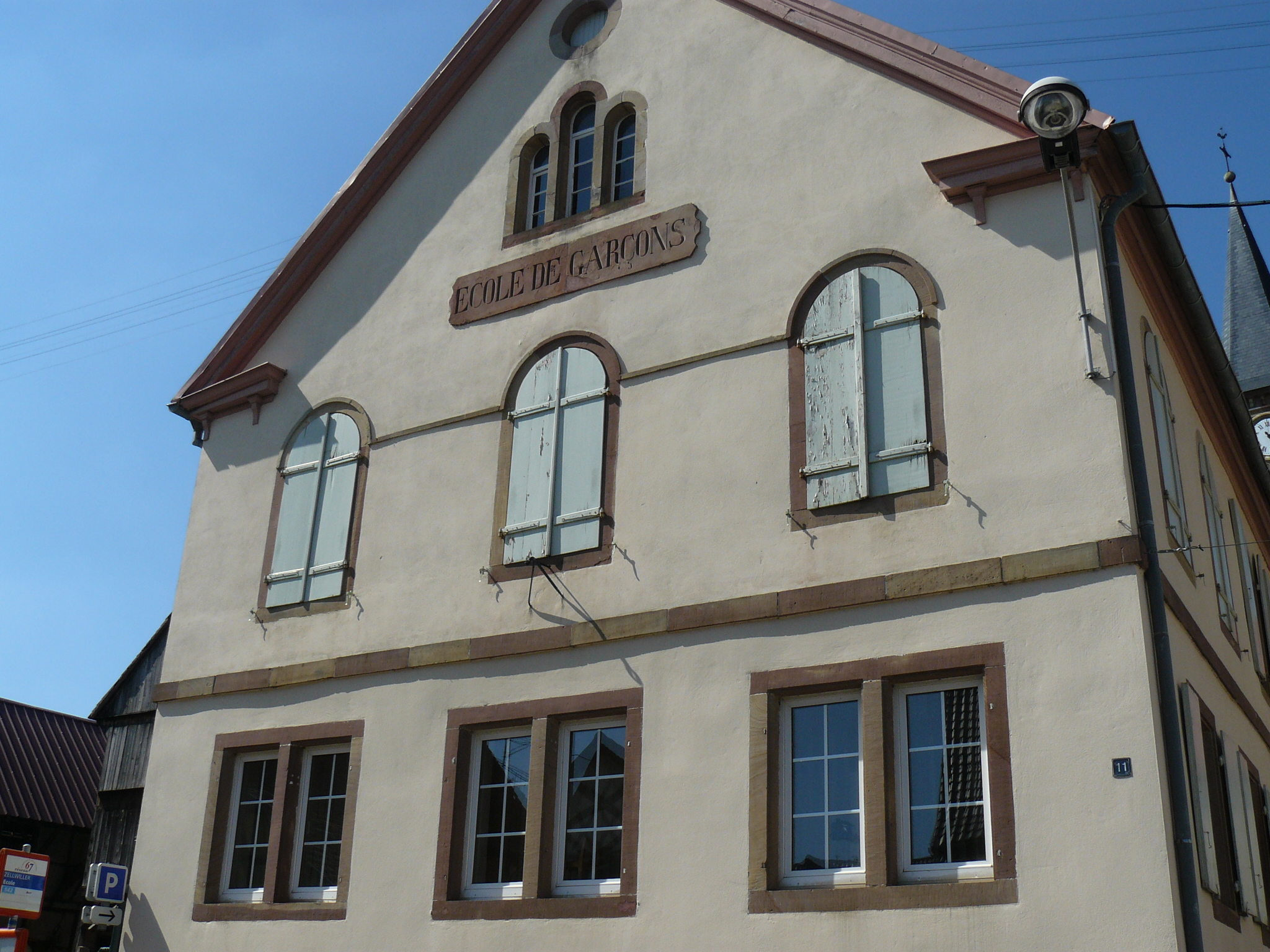
École de garçons.

Zellwiller, petite commune rurale à l'écart des grandes voies de communication, est située sur un plateau peu élevé, dans les prairies du Ried, sur les bords du plateau dominant le Bruch de l'Andlau. Zellwiller possède une banlieue fort étendue et bornée à l'est par des terrains de vaine pâture. Le village fait partie du canton d'Obernai et de l'arrondissement de Sélestat-Erstein. Zellwiller est située à 4 km au sud de Barr et à 10 km de Benfeld.Zellwiller se trouve sur la Route des Vins d'Alsace. 
| Bourgheim       | Valff      | Westhouse |
| Gertwiller Barr | Zellwiller | Kertzfeld |
| Saint-Pierre    | Stotzheim  |           |

### Cours d'eau
- L'Andlau.
- Le passage de l'Andlau dans le village permis d'en développer l'économie. Il permettait l'acheminement de marchandises (vins, bois et autres…) sur barques à fond plat. Il y avait un Ladof, un embarcadère en bas du village. Les premières habitations et le château se sont établis autour de lui.  On comptait autrefois 3 moulins entre l'Andlau et le Mulbach : la Dorfmühl (active jusqu'en 1901), la Schlossmühl (faisant partie du domaine seigneuriale, active jusqu'en 1861) et la Bruchmühl  (active jusqu'en 1921).  Le Mülbach, creusé à main d'hommes, permettait l'irrigation des prés.  En 1975 dans le cadre des travaux liés au remembrement, le tracé de l'Andlau fut totalement changé  par une canalisation de 1 200 m. Actuellement il ne passe plus du tout dans le centre du bas village.

### Hydrographie

#### Réseau hydrographique
La commune est dans le bassin versant du Rhin au sein du bassin Rhin-Meuse. Elle est drainée par l'Andlau, le ruisseau Bruchgraben, le ruisseau la Scheer Neuve et le ruisseau le Muhlbach de Stotzheim,.
L'Andlau, d'une longueur de 42 km, prend sa source dans la commune de Le Hohwald et se jette  dans l'Ill à Illkirch-Graffenstaden, après avoir traversé 21 communes. 

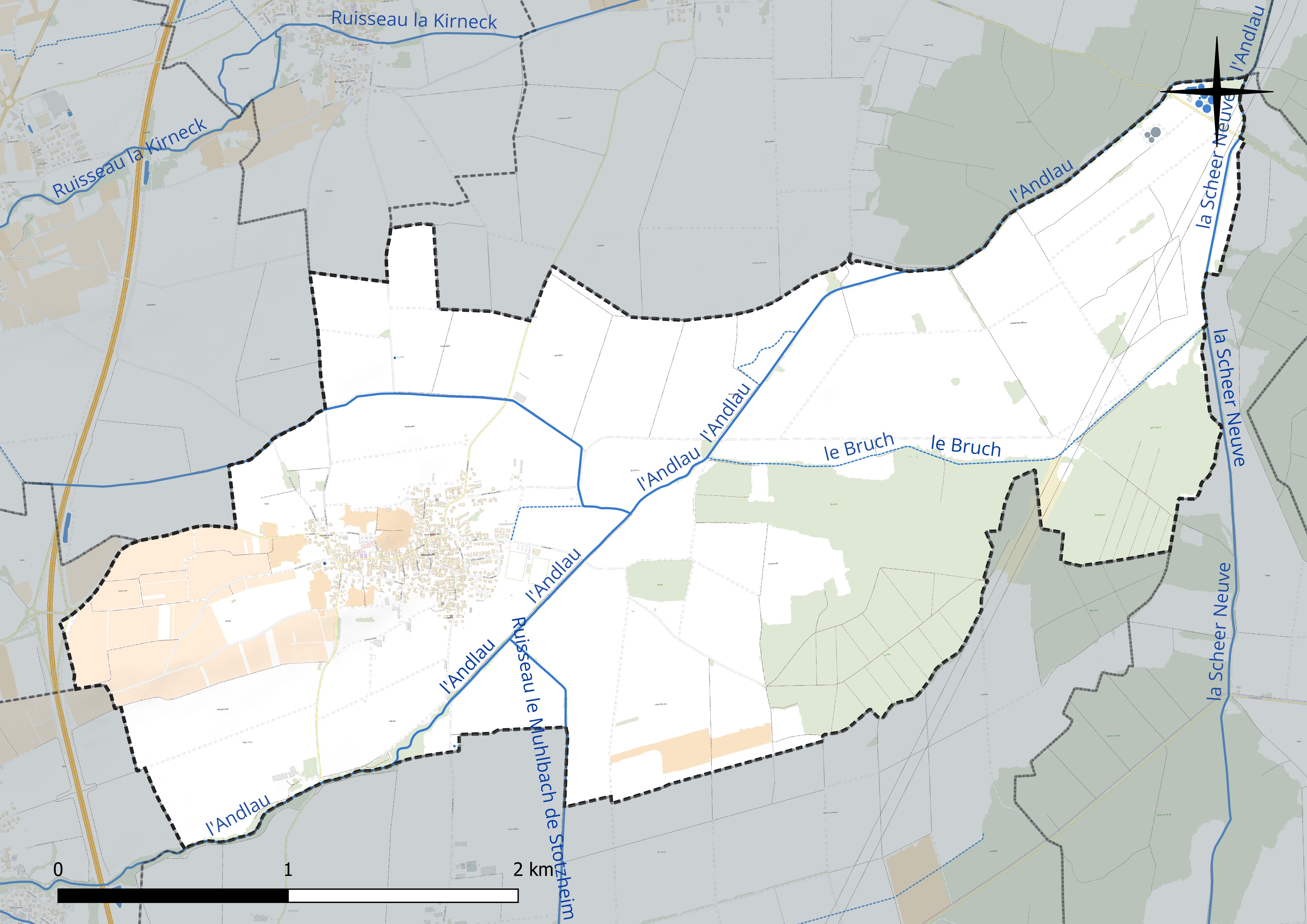
Réseau hydrographique de Zellwiller.

#### Gestion et qualité des eaux
Le territoire communal est couvert par le schéma d'aménagement et de gestion des eaux (SAGE) « Ill Nappe Rhin ». Ce document de planification concerne la nappe phréatique rhénane, les cours d'eau de la plaine d'Alsace et du piémont oriental du Sundgau, les canaux situés entre l'Ill et le Rhin et les zones humides de la plaine d'Alsace. Le périmètre s’étend sur 3 596 km2. Il a été approuvé le 17 janvier 2005. La structure porteuse de l'élaboration et de la mise en œuvre est la région Grand Est. 
La qualité des cours d’eau peut être consultée sur un site dédié géré par les agences de l’eau et l’Agence française pour la biodiversité. 

### Climat
Pour des articles plus généraux, voir Climat du Grand Est et Climat du Bas-Rhin.
En 2010, le climat de la commune est de type climat des marges montargnardes, selon une étude du Centre national de la recherche scientifique s'appuyant sur une série de données couvrant la période 1971-2000. En 2020, Météo-France publie une typologie des climats de la France métropolitaine dans laquelle la commune est exposée à un climat semi-continental et est dans une zone de transition entre les régions climatiques « Vosges » et « Alsace ». 
Pour la période 1971-2000, la température annuelle moyenne est de 10,6 °C, avec une amplitude thermique annuelle de 17,8 °C. Le cumul annuel moyen de précipitations est de 624 mm, avec 8 jours de précipitations en janvier et 9,8 jours en juillet. Pour la période 1991-2020, la température moyenne annuelle observée sur la station météorologique de Météo-France la plus proche, « Le Hohwald_sapc », sur la commune du Hohwald à 12 km à vol d'oiseau, est de 8,8 °C et le cumul annuel moyen de précipitations est de 1 129,1 mm. 
La température maximale relevée sur cette station est de 35,6 °C, atteinte le 25 juillet 2019 ; la température minimale est de −20,5 °C, atteinte le 7 février 1991,,. 
Les paramètres climatiques de la commune ont été estimés pour le milieu du siècle (2041-2070) selon différents scénarios d'émission de gaz à effet de serre à partir des nouvelles projections climatiques de référence DRIAS-2020. Ils sont consultables sur un site dédié publié par Météo-France en novembre 2022.

## Urbanisme

### Typologie
Au 1er janvier 2024, Zellwiller est catégorisée bourg rural, selon la nouvelle grille communale de densité à sept niveaux définie par l'Insee en 2022.
Elle est située hors unité urbaine. Par ailleurs la commune fait partie de l'aire d'attraction de Strasbourg (partie française), dont elle est une commune de la couronne,. Cette aire, qui regroupe 268 communes, est catégorisée dans les aires de 700 000 habitants ou plus (hors Paris),.

### Occupation des sols
L'occupation des sols de la commune, telle qu'elle ressort de la base de données européenne d’occupation biophysique des sols Corine Land Cover (CLC), est marquée par l'importance des territoires agricoles (78,9 % en 2018), une proportion identique à celle de 1990 (78,9 %). La répartition détaillée en 2018 est la suivante : 
terres arables (66,5 %), forêts (15,9 %), cultures permanentes (7,6 %), zones urbanisées (5,2 %), zones agricoles hétérogènes (4,8 %). L'évolution de l’occupation des sols de la commune et de ses infrastructures peut être observée sur les différentes représentations cartographiques du territoire : la carte de Cassini (XVIIIe siècle), la carte d'état-major (1820-1866) et les cartes ou photos aériennes de l'IGN pour la période actuelle (1950 à aujourd'hui).

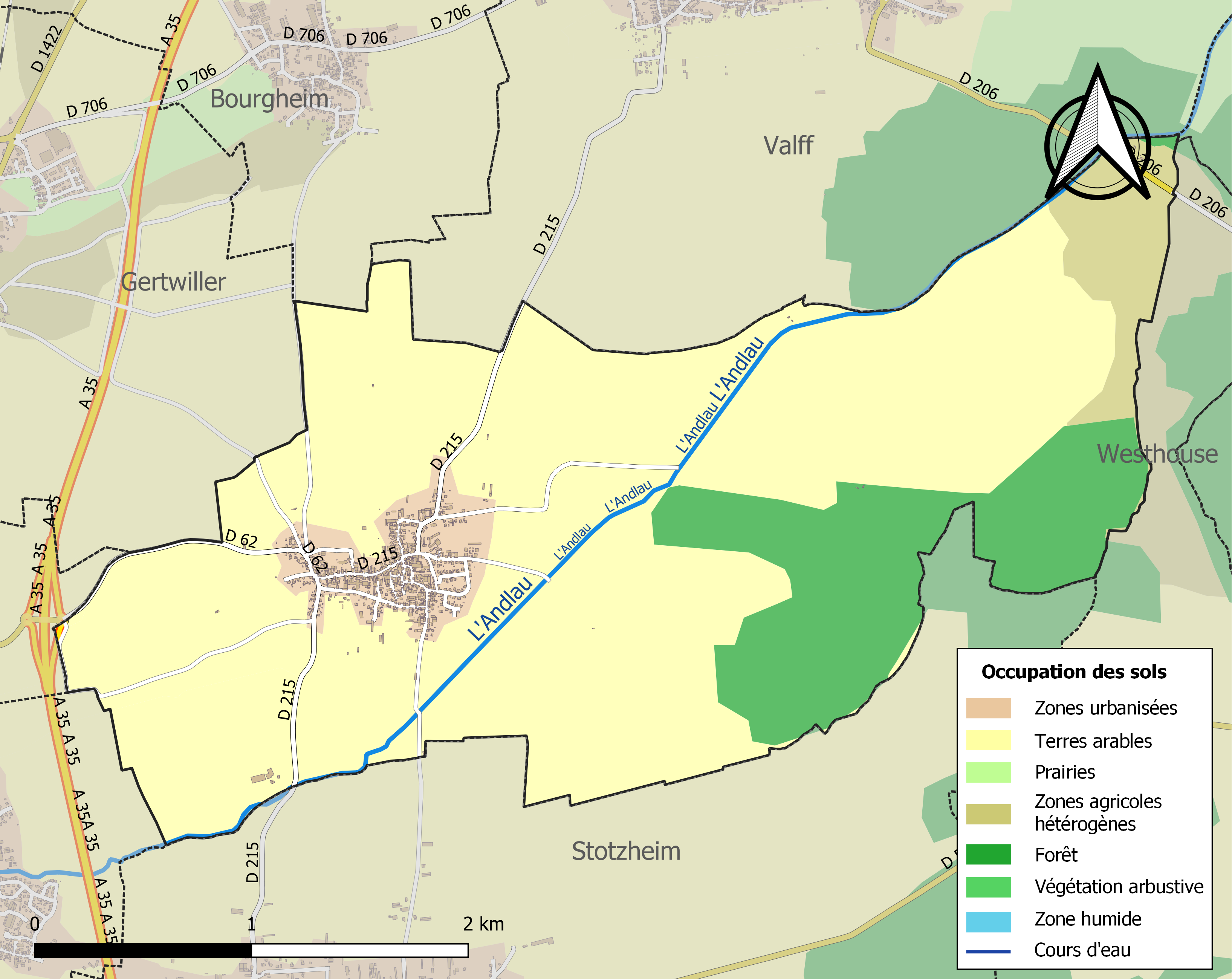
Carte des infrastructures et de l'occupation des sols de la commune en 2018 (CLC).

## Toponymie
Le nom de la localité est attesté sous les formes Zelveiler en 1793, Zelwiler en 1801.
Zellwiller dérive de Zell, lui-même dérivant du latin Cella (cellule d'ermite, petit monastère) ; Willer désignant un hameau, un petit village.
Zellwiller serait donc un hameau né d'un petit monastère.
Zallwiller en alémanique.

## Histoire
D'abord terre salique, Zellwiller fut avec Soultzbach le seul fief des ducs de Lorraine existant en Alsace. Au XIIe siècle, le nom du village apparut pour la première fois dans une charte de l'évêque de Strasbourg, Burkhard, confirmant les privilèges de l'abbaye de Baumgarten. En 1334, l'empereur Louis de Bavière prétendit en rendre la mouvance à l'Empire et inféoda ce village à Jean de Landsberg (de), seigneur de Niedernai dénommé Zellen Wilr. Mais dès 1362, le fief redevint lorrain par l'investiture que Jean, duc de Lorraine, en donna au chevalier Werlin de la même maison. Cette investiture est restée jusqu'à la Révolution à la mouvance lorraine ; les barons de Landsberg n'eurent cesse de tenir le fief à ce titre. En 1444, le château de Zellwiller fut pris sur eux ainsi que celui de Niedernai par les Armagnacs. Il fut ensuite reconstruit puis repris environ deux siècles plus tard par les Suédois qui le démantelèrent.
Acheté en 1830 par Louis Schwebel, ancien consul de France à Tunis, qui y acheva sa longue et honorable carrière, il passe ensuite entre les mains de ses neveux (L. Levrault). Le château fut rasé en 1894. Entre le XVIe et le début du XXe siècle, de 1563 à 1930, Zellwiller abritait encore une importante communauté juive, trente-trois familles en 1784 et seulement dix-sept personnes en 1920. Le village comportait alors une école juive, une synagogue et un bain rituel.
Zellwiller possédait un port sur l'Andlau où transitaient les tonneaux de vin notamment vers Strasbourg. Le blason du village garde la trace de la possession des lieux par les Seigneurs de Landsberg qui y pratiquaient la chasse.
Au début du XXe siècle, les habitants vivaient essentiellement de la polyculture, dont la culture du tabac, ainsi que de l'élevage. Puis, la culture du pinot noir fut développée, donnant naissance au rouge de Zellwiller. Ce petit village rural possède des calvaires remarquables et une charmante chapelle.

### Héraldique
| Blason de Zellwiller | Blason  | D'argent au chevron d'azur, accompagné de trois rencontres de cerf de sable. |
| Blason de Zellwiller | Détails |                                                                              |

## Politique et administration

### Liste des maires
| Période                                  | Période                   | Identité                                    | Étiquette | Qualité                   |
| ---------------------------------------- | ------------------------- | ------------------------------------------- | --------- | ------------------------- |
| avant 1988                               | ?                         | Marcel Ebel                                 |           | Maire honoraire           |
| juin 1995                                | mars 2008                 | Laurent Reibel                              |           | Retraité de l'agriculture |
| mars 2008                                | En cours (au 31 mai 2020) | Denis Heitz, Réélu pour le mandat 2020-2026 | DVD       |                           |
| Les données manquantes sont à compléter. |                           |                                             |           |                           |

### Tendances politiques et résultats
Le résultat de l'élection présidentielle de 2012 dans cette commune est le suivant :
| Candidat       | Candidat                    | Premier tour | Premier tour | Second tour | Second tour |
| Candidat       | Candidat                    | Voix         | %            | Voix        | %           |
| -------------- | --------------------------- | ------------ | ------------ | ----------- | ----------- |
|                | Eva Joly (EÉLV)             | 10           | 2,10         |             |             |
|                | Marine Le Pen (FN)          | 138          | 28,99        |             |             |
|                | Nicolas Sarkozy (UMP)       | 178          | 37,39        | 334         | 73,73       |
|                | Jean-Luc Mélenchon (FG)     | 29           | 6,09         |             |             |
|                | Philippe Poutou (NPA)       | 6            | 1,26         |             |             |
|                | Nathalie Arthaud (LO)       | 4            | 0,84         |             |             |
|                | Jacques Cheminade (SP)      | 3            | 0,63         |             |             |
|                | François Bayrou (MoDem)     | 51           | 10,71        |             |             |
|                | Nicolas Dupont-Aignan (DLR) | 12           | 2,52         |             |             |
|                | François Hollande (PS)      | 45           | 9,45         | 119         | 26,27       |
|                |                             |              |              |             |             |
| Inscrits       | Inscrits                    | 542          | 100,00       | 542         | 100,00      |
| Abstentions    | Abstentions                 | 60           | 11,07        | 78          | 14,39       |
| Votants        | Votants                     | 482          | 88,93        | 464         | 85,61       |
| Blancs et nuls | Blancs et nuls              | 6            | 1,24         | 11          | 2,37        |
| Exprimés       | Exprimés                    | 476          | 98,76        | 453         | 97,63       |

Le résultat de l'élection présidentielle de 2017 dans cette commune est le suivant :
| Candidat    | Candidat                    | Premier tour | Premier tour | Deuxième tour | Deuxième tour |  |
| Candidat    | Candidat                    | %            | Voix         | %             | Voix          |  |
| ----------- | --------------------------- | ------------ | ------------ | ------------- | ------------- |  |
|             | Nicolas Dupont-Aignan (DLF) | 7,13         | 37           |               |               |  |
|             | Marine Le Pen (FN)          | 32,76        | 170          | 46,94         | 215           |  |
|             | Emmanuel Macron (EM)        | 13,68        | 71           | 53,06         | 243           |  |
|             | Benoît Hamon (PS)           | 3,47         | 18           |               |               |  |
|             | Nathalie Arthaud (LO)       | 0,00         | 0            |               |               |  |
|             | Philippe Poutou (NPA)       | 0,96         | 5            |               |               |  |
|             | Jacques Cheminade (SP)      | 0,00         | 0            |               |               |  |
|             | Jean Lassalle (RES)         | 1,54         | 8            |               |               |  |
|             | Jean-Luc Mélenchon (LFI)    | 11,18        | 58           |               |               |  |
|             | François Asselineau (UPR)   | 0,77         | 4            |               |               |  |
|             | François Fillon (LR)        | 27,94        | 145          |               |               |  |
|             |                             |              |              |               |               |  |
| Inscrits    | Inscrits                    | 621          | 100,00       | 620           | 100,00        |  |
| Abstentions | Abstentions                 | 85           | 13,69        | 111           | 17,90         |  |
| Votants     | Votants                     | 536          | 86,31        | 509           | 82,10         |  |
| Blancs      | Blancs                      | 12           | 2,24         | 39            | 7,66          |  |
| Nuls        | Nuls                        | 5            | 0,93         | 12            | 2,36          |  |
| Exprimés    | Exprimés                    | 519          | 96,83        | 458           | 89,98         |  |

### Jumelages

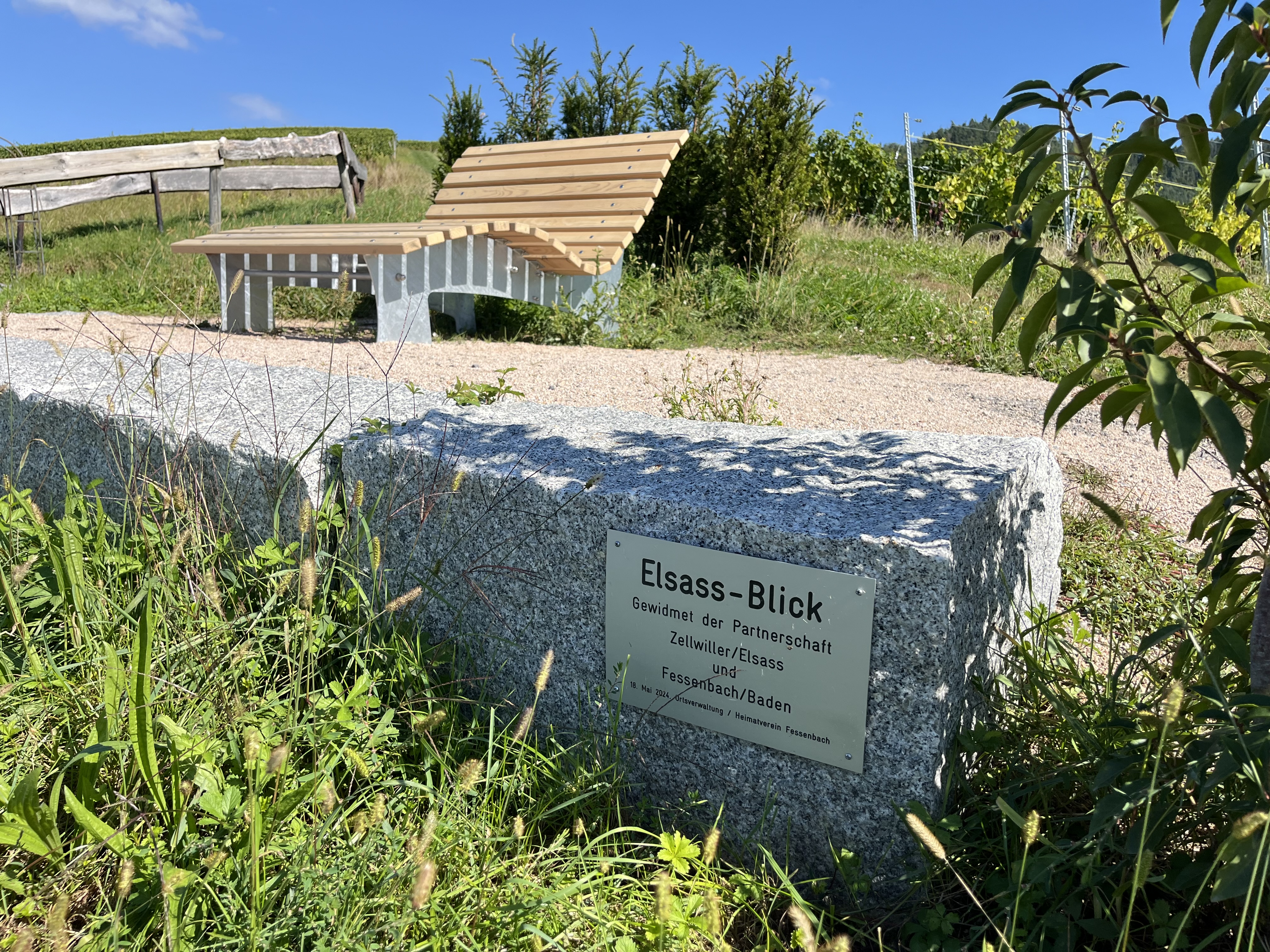
Le banc à Fessenbach avec vue sur l'Alsace.

La commune est jumelée avec :
| Ville | Ville           | Pays | Pays      | Période     |
| ----- | --------------- | ---- | --------- | ----------- |
|       | Fessenbach (d), |      | Allemagne | depuis 1991 |

## Démographie
L'évolution du nombre d'habitants est connue à travers les recensements de la population effectués dans la commune depuis 1793. Pour les communes de moins de 10 000 habitants, une enquête de recensement portant sur toute la population est réalisée tous les cinq ans, les populations de référence des années intermédiaires étant quant à elles estimées par interpolation ou extrapolation. Pour la commune, le premier recensement exhaustif entrant dans le cadre du nouveau dispositif a été réalisé en 2007.

En 2022, la commune comptait 808 habitants, en évolution de +4,66 % par rapport à 2016 (Bas-Rhin : +3,17 %, France hors Mayotte : +2,11 %).
| 1793 | 1800 | 1806 | 1821  | 1831  | 1836  | 1841  | 1846  | 1851  |
| ---- | ---- | ---- | ----- | ----- | ----- | ----- | ----- | ----- |
| 800  | 935  | 895  | 1 057 | 1 137 | 1 183 | 1 170 | 1 144 | 1 128 |

| 1856  | 1861  | 1866  | 1871  | 1875  | 1880  | 1885  | 1890  | 1895 |
| ----- | ----- | ----- | ----- | ----- | ----- | ----- | ----- | ---- |
| 1 165 | 1 197 | 1 144 | 1 090 | 1 089 | 1 073 | 1 048 | 1 037 | 995  |

| 1900 | 1905 | 1910 | 1921 | 1926 | 1931 | 1936 | 1946 | 1954 |
| ---- | ---- | ---- | ---- | ---- | ---- | ---- | ---- | ---- |
| 935  | 883  | 836  | 720  | 683  | 695  | 681  | 661  | 600  |

| 1962 | 1968 | 1975 | 1982 | 1990 | 1999 | 2006 | 2007 | 2012 |
| ---- | ---- | ---- | ---- | ---- | ---- | ---- | ---- | ---- |
| 596  | 621  | 610  | 692  | 675  | 723  | 725  | 725  | 729  |

| 2017 | 2022 | - | - | - | - | - | - | - |
| ---- | ---- | - | - | - | - | - | - | - |
| 794  | 808  | - | - | - | - | - | - | - |

## Lieux et monuments
La chapelle Sainte Barbe son origine tiens d'une légende : un paysan conduisait à Barr son épouse sur le point d'accoucher. Arrivé à l'endroit de l'actuelle chapelle, les chevaux se cabrèrent refusant d'avancer. Pour sauver sa femme, l'homme désemparé implora le ciel  et promis d'ériger un sanctuaire. L’attelage se calma, il put alors poursuivre son chemin...
Sa construction daterait de la fin du XVIIe siècle
  

Une statue en bois datant de 1500 de la Vierge à l'enfant Jésus tenant dans sa main une grappe de raisin témoigne de l'importance de la viticulture à Zellwiller.

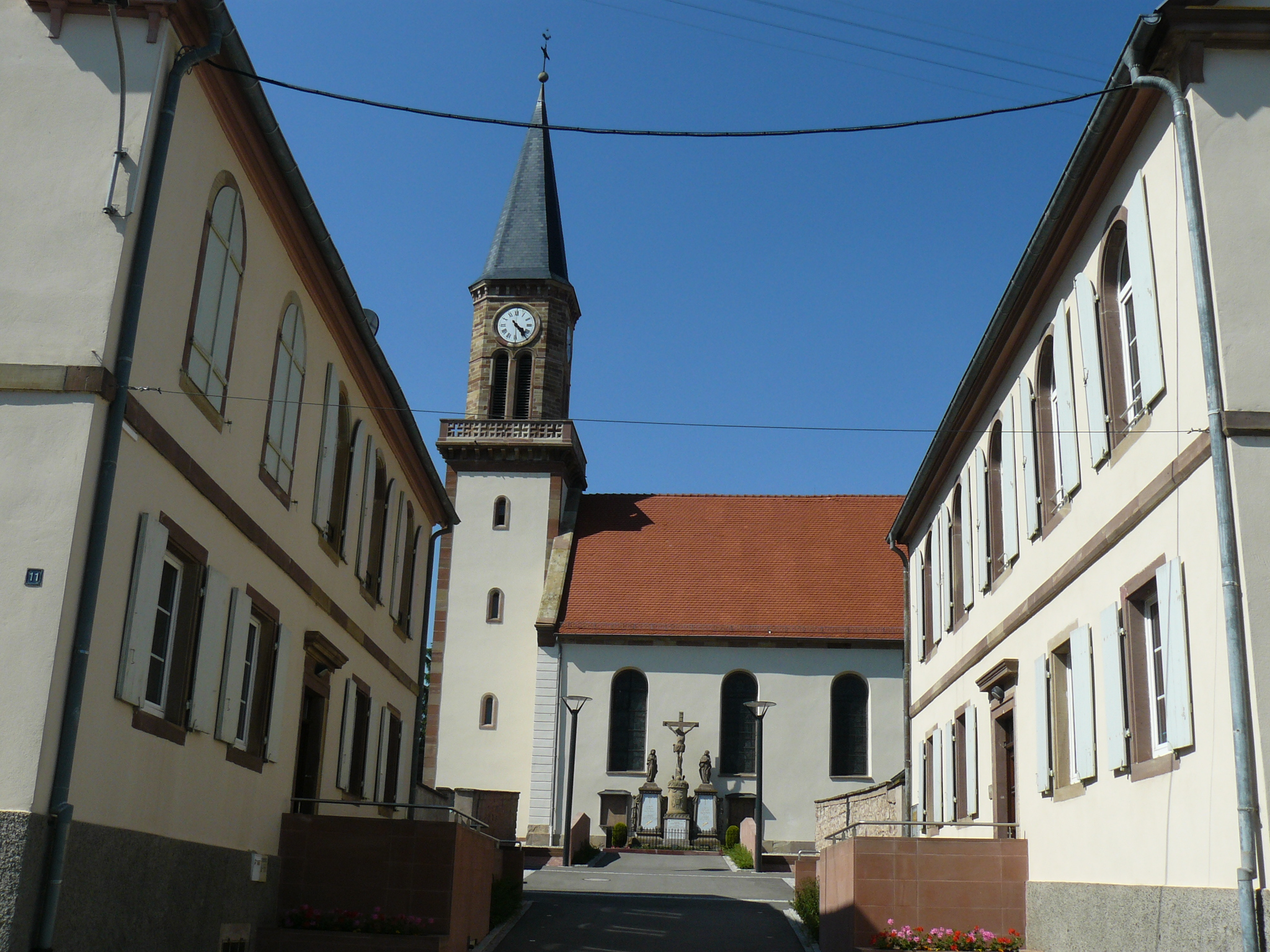
Église Saint-Martin.

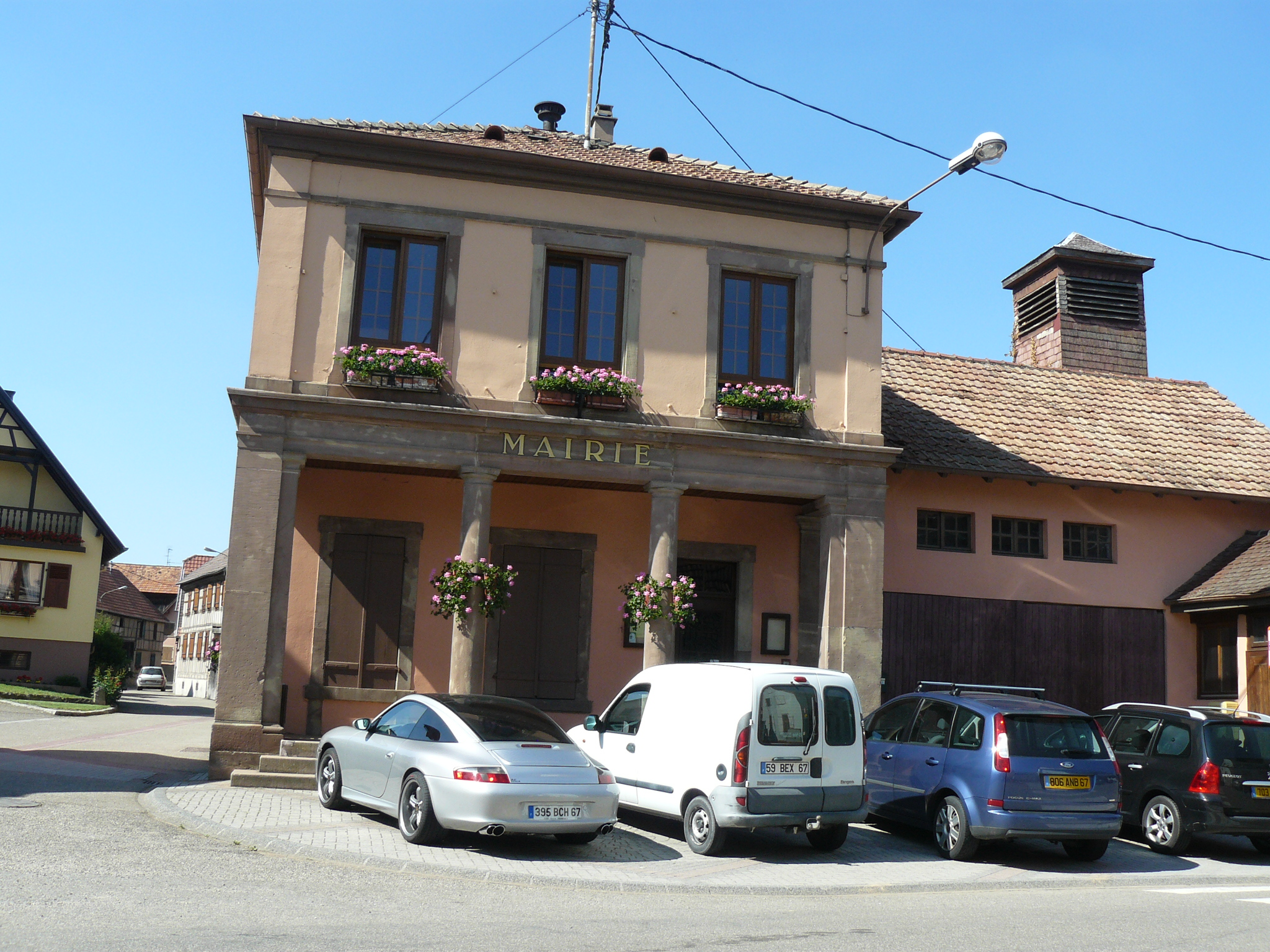
Mairie.

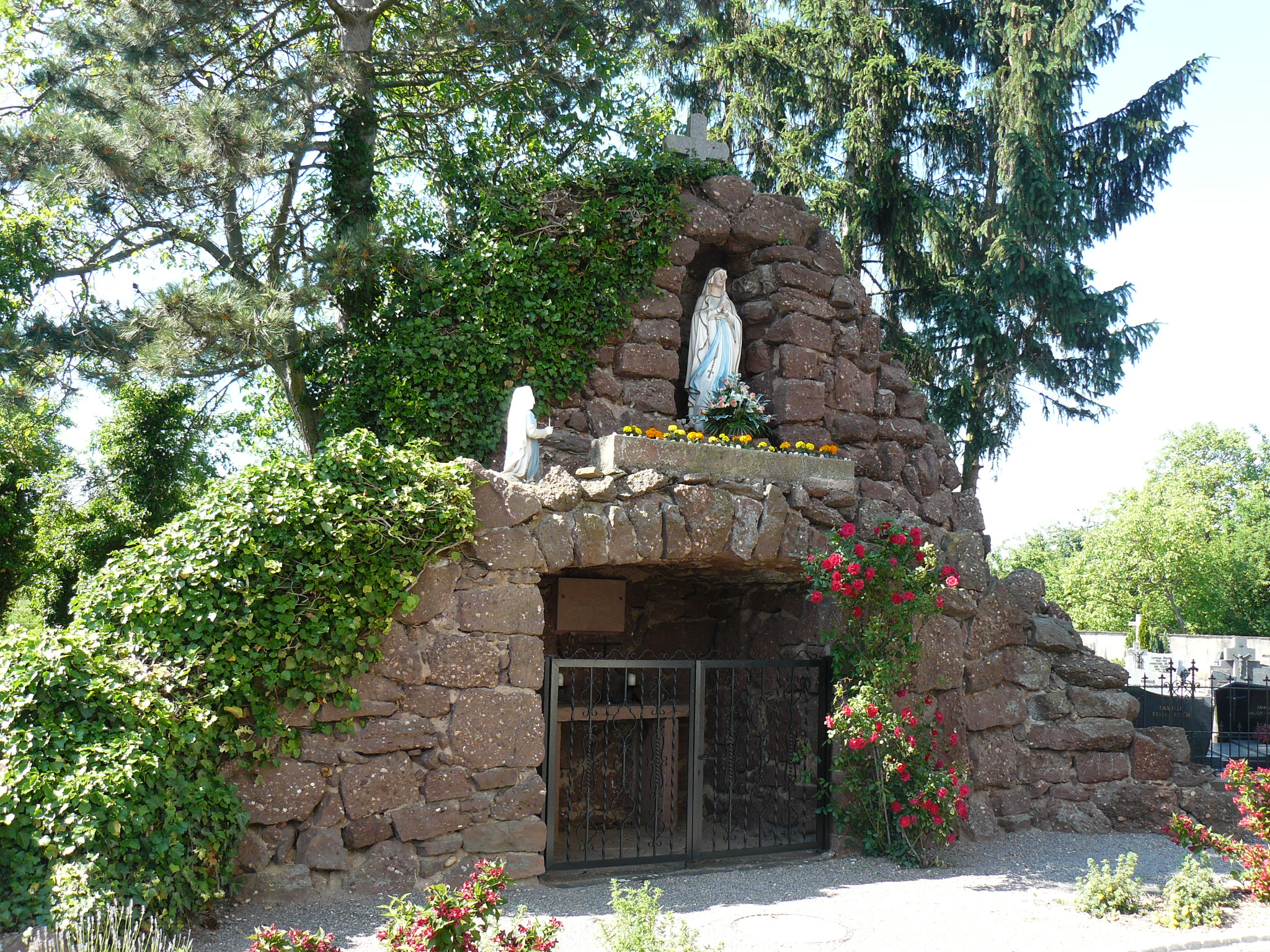
Grotte de Notre-Dame-de-Lourdes.

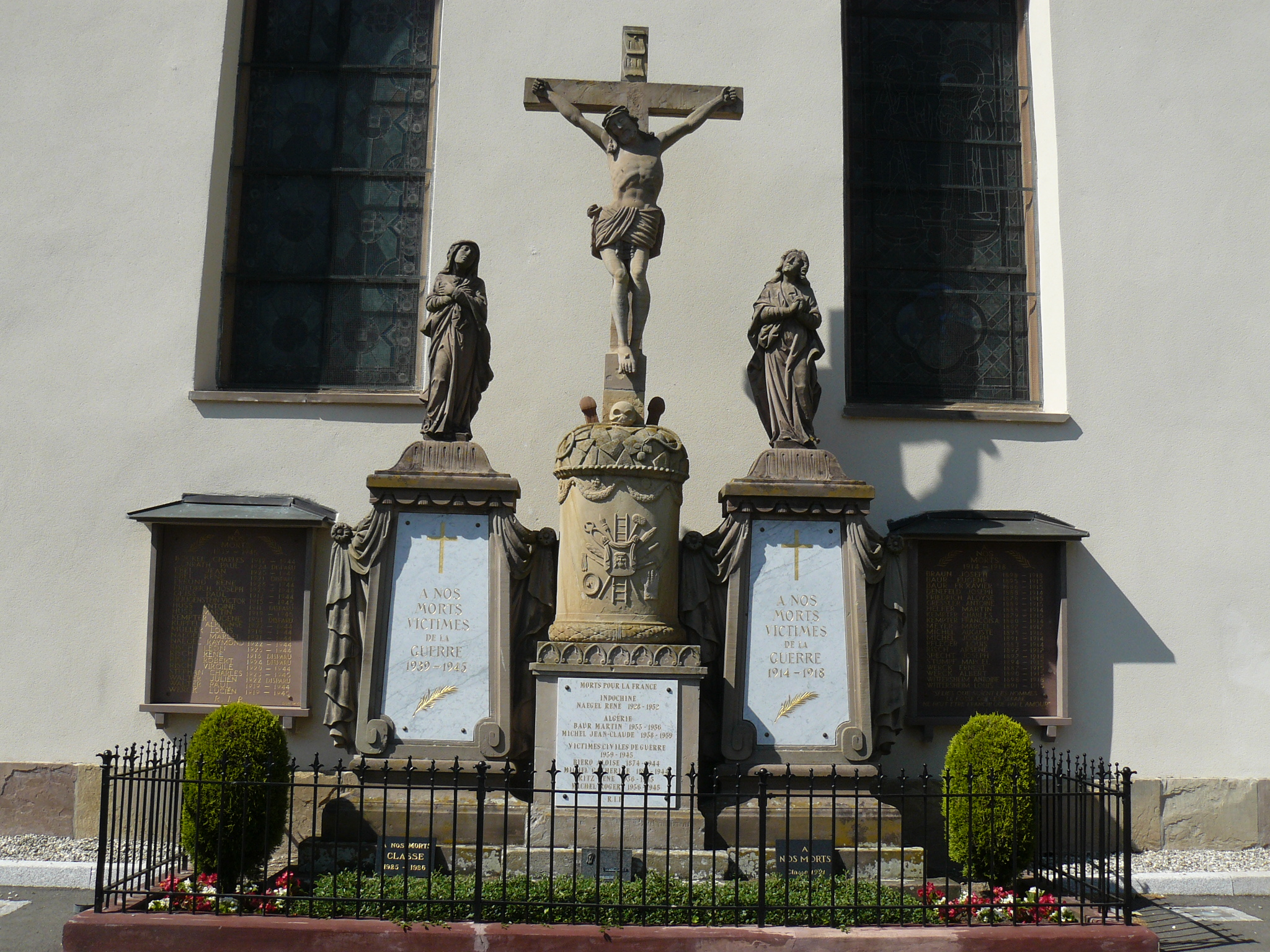
Calvaire (-), rue Principale à côté de l'église.

## Personnalités liées à la commune
- Morgan Schneiderlin (1989-), joueur de football de l’OGC Nice né à Zellwiller.
- Jean-Jacques Hatt (1913-1997), archéologue et historien, mort à Zellwiller.
- Jakob Amman, suisse fondateur du mouvement anabaptiste ultra-minoritaire Amish, mort à Zellwiller en 1730[28].